# 브라이언 커니핸
브라이언 윌슨 커니핸(영어: Brian Wilson Kernighan, 1942년 1월 1일 ~ ) 은 벨 연구소에서 일하면서 선구적인 스크립트 언어인 AWK와 AMPL의 디자인에 기여한 컴퓨터 과학자이다. 그의 성에서 'g'는 발음되지 않으나 커니건 등으로도 자주 오기된다.
C를 만든 데니스 리치와 함께 최초의 C언어 해설서인 〈C 언어 프로그래밍〉를 써서 널리 알려져 있다. 커니핸은 자신은 C 언어의 탄생에 전혀 기여하지 않았다고 밝혔다. 그는 dirtroff를 비롯한 수많은 유닉스 프로그램을 작성했다.
선 린과 함께 그래프 분할과 외판원 문제를 푸는 유명한 휴리스틱을 개발하였다. 전자는 커니핸-린 알고리즘 (줄여서 KL), 후자는 린-커니핸 알고리즘 (줄여서 LK)이라고 부른다.
K&R C의 "K"에 해당하며, AWK의 마지막 "K"도 그의 이름의 Kernighan을 나타낸다.
캐나다 온타리오 주 토론토에서 태어났으며, 토론토 대학에서 기초공학 학사학위를 얻었다. 프린스턴 대학에서 전기공학 박사학위를 받았으며, 2004년부터 현재까지 이 대학의 전산학과 교수로 재직중이다.

## 저서
- 소프트웨어 도구 (1976년 P. J. 플로거와 같이 지음)
- C 프로그래밍 언어 ("K&R") (1978년 데니스 리치와 같이 지음)
- 프로그래밍 스타일 요론 (1982년 P. J. 플로거와 같이 지음)
- 유닉스 프로그래밍 환경 (1984년 롭 파이크와 같이 지음)
- AWK 프로그래밍 언어 (1988년 피터 J. 와인버거)
- 프로그래밍 수련법 (1999년 롭 파이크와 같이 지음) 원제 The practice of programming
- 유닉스의 탄생 (2020년, 원제 UNIX: A History and a Memoir)
- 숫자가 만만해지는 책 (2020년, 원제 Defending Yourself in a World of Too Many Numbers)